# Tercera División 2017-2018 (Spagna)
La Tercera División 2017-18 è il quarto livello del campionato spagnolo di calcio. È iniziato nell'agosto 2017 e si è concluso a fine giugno 2018 con la fase finale del play-off. Le prime 18 squadre eleggibili in ciascun gruppo giocano i playoff per la promozione.
Il campione di ogni gruppo si qualifica per la Coppa del Re 2018-19, più le migliori 14 seconde classificate. Se il campione o la seconda classificata sono una squadra di riserva, la prima squadra non qualificata si unisce alla Coppa. In ogni gruppo, almeno tre squadre vengono retrocesse nelle divisioni regionali.

## Play-off
I play-off si dividono in due categorie: quello dei campioni (a cui prendono parte i vincitori dei rispettivi raggruppamenti) e quello dei piazzati (cui partecipano le squadre classificatesi tra la seconda e la quarta posizione in tutti e 18 i gironi). Il sorteggio decide le partite che disputeranno i campioni e le piazzate. Le nove vincenti vengono promosse direttamente in Segunda Sivisión B mentre le perdenti delle semifinali finiscono invece nei play-off delle piazzate.

### Campioni
| Gruppo | Squadra                 |
| ------ | ----------------------- |
| 1      | Compostela              |
| 2      | Real Oviedo "B"         |
| 3      | Gimnastica              |
| 4      | Durango                 |
| 5      | Espanyol B              |
| 6      | Atletico Levante        |
| 7      | Internacional de Madrid |
| 8      | Unionistas              |
| 9      | Atlético Malagueño      |

| Gruppo | Squadra      |
| ------ | ------------ |
| 10     | Cádiz B      |
| 11     | Maiorca B    |
| 12     | Tenerife B   |
| 13     | Yeclano      |
| 14     | Don Benito   |
| 15     | Mutilvera    |
| 16     | CD Calahorra |
| 17     | Teruel       |
| 18     | Conquense    |

#### Semifinali
Partecipano le 18 squadre vincitrici dei rispettivi gironi, le 9 vincitrici verranno promosse direttamente in Segunda Division B 2018-2019, mentre le 9 eliminate entreranno al secondo turno del play-off "piazzate".
| Squadra 1               | Totale          | Squadra 2        | Andata | Ritorno |
| ----------------------- | --------------- | ---------------- | ------ | ------- |
| CD Calahorra            | (5-3 dcr) 2 - 2 | Atletico Levante | 1 - 2  | 2 - 1   |
| Internacional de Madrid | (gfc) 1 - 1     | Tenerife B       | 0 - 0  | 1 - 1   |
| Unionistas              | 0 - 1           | Don Benito       | 0 - 0  | 0 - 1   |
| Mutilvera               | 1 - 5           | Real Oviedo "B"  | 0 - 2  | 1 - 3   |
| Gimnastica              | 6 - 3           | Maiorca B        | 4 - 1  | 2 - 2   |
| Compostela              | 2 - 4           | Espanyol B       | 0 - 0  | 2 - 4   |
| Cádiz B                 | 0 - 1           | Teruel           | 0 - 1  | 0 - 0   |
| Durango                 | 0 - 0 (gfc)     | Conquense        | 1 - 1  | 0 - 0   |
| Atlético Malagueño      | (gfc) 1 - 1     | Yeclano          | 0 - 0  | 1 - 1   |

#### Verdetti
| Promossi in Segunda División B | Promossi in Segunda División B | Promossi in Segunda División B | Promossi in Segunda División B | Promossi in Segunda División B | Promossi in Segunda División B | Promossi in Segunda División B | Promossi in Segunda División B | Promossi in Segunda División B |
| ------------------------------ | ------------------------------ | ------------------------------ | ------------------------------ | ------------------------------ | ------------------------------ | ------------------------------ | ------------------------------ | ------------------------------ |
| CD Calahorra                   | Internacional de Madrid        | Don Benito                     | Real Oviedo "B"                | Gimnastica                     | Espanyol B                     | Teruel                         | Conquense                      | Atlético Malagueño             |

### Piazzate
| Gruppo | 2º                  | 3º               | 4º                 |
| ------ | ------------------- | ---------------- | ------------------ |
| 1      | Bergantiños         | Racing Ferrol    | Alondras           |
| 2      | Langreo             | Marino de Luanco | Llanes             |
| 3      | Escobedo            | Laredo           | Tropezón           |
| 4      | Portugalete         | Alavés B         | Sestao River       |
| 5      | Sant Andreu         | L'Hospitalet     | Terrassa           |
| 6      | Castellón           | Orihuela         | La Nucia           |
| 7      | Getafe B            | Rayo Vallecano B | Alcalá             |
| 8      | Arandina            | Palencia         | Salamanca UDS      |
| 9      | Almería B           | Real Jaén        | Antequera          |
| 10     | Ceuta               | Algeciras        | Sanluqueño         |
| 11     | Poblense            | Ibiza            | CD Felanitx        |
| 12     | Mensajero           | UD San Fernando  | Lanzarote          |
| 13     | Racing Cartagena MM | Pulpileño        | Churra             |
| 14     | Cacereño            | Plasencia        | Coria              |
| 15     | San Juan            | Burladés         | Atlético Cirbonero |
| 16     | SD Logroñés         | Naxara           | Haro Deportivo     |
| 17     | SD Borja            | Ejea             | Tarazona           |
| 18     | Villarrobledo       | Socuéllamos      | Villarrubia        |

#### Primo turno
Al primo turno partecipano tutte le squadre classificatesi al secondo, terzo e quarto posto nei rispettivi gironi. Il regolamento prevede che le seconde classificate si sfidino contro le quarte (purché di diverso girone), mentre le terze giocheranno tra loro.
| Squadra 1          | Totale      | Squadra 2             | Andata | Ritorno |
| ------------------ | ----------- | --------------------- | ------ | ------- |
| Tropezón           | 2 - 5       | Castellón             | 1 - 1  | 1 - 4   |
| CD Felanitx        | 0 - 3       | Ceuta                 | 0 - 1  | 0 - 2   |
| Lanzarote          | 1 - 3       | Villarrobledo         | 1 - 1  | 0 - 2   |
| Alcalá             | 4 - 2       | San Juan              | 1 - 0  | 3 - 2   |
| Salamanca UDS      | 5 - 4       | Poblense              | 2 - 2  | 3 - 2   |
| Churra             | 0 - 1       | Cacereño              | 0 - 0  | 0 - 1   |
| Llanes             | 0 - 3       | Portugalete           | 0 - 0  | 0 - 3   |
| La Nucia           | 6 - 6 (gfc) | Escobedo              | 5 - 3  | 1 - 3   |
| Coria              | 1 - 4       | Getafe B              | 1 - 2  | 0 - 2   |
| Alondras           | 3 - 5       | Langreo               | 0 - 3  | 3 - 2   |
| Antequera          | 0 - 2       | Sant Andreu           | 0 - 1  | 0 - 1   |
| Sestao River       | 1 - 2       | Arandina              | 1 - 0  | 0 - 2   |
| Atlético Cirbonero | (gfc) 2 - 2 | Bergantiños           | 1 - 0  | 1 - 2   |
| Terrassa           | 3 - 0       | Racing Cartagena MM   | 1 - 0  | 2 - 0   |
| Villarrubia        | 2 - 7       | Almería B             | 1 - 4  | 1 - 3   |
| Haro Deportivo     | 4 - 5       | SD Borja              | 3 - 2  | 1 - 3   |
| Sanluqueño         | 2 - 0       | Mensajero             | 1 - 0  | 1 - 0   |
| Tarazona           | 4 - 2       | SD Logroñés           | 3 - 1  | 1 - 1   |
| Algeciras          | 1 - 3       | Ibiza                 | 0 - 1  | 1 - 2   |
| L'Hospitalet       | 0 - 3       | Náxara Club Deportivo | 0 - 0  | 0 - 3   |
| Cristo Atletico    | 1 - 3       | Orihuela              | 0 - 1  | 1 - 2   |
| UD San Fernando    | 3 - 2       | Marino de Luanco      | 3 - 1  | 0 - 1   |
| Real Jaén          | 1 - 3       | Socuéllamos           | 1 - 1  | 0 - 2   |
| Laredo             | 4 - 6       | Alavés B              | 3 - 2  | 1 - 4   |
| Ejea               | 2 - 1       | Rayo Vallecano B      | 2 - 0  | 0 - 1   |
| Racing Ferrol      | (dtr) 4 - 2 | Pulpileño             | 0 - 0  | 0 - 0   |
| Burladés           | 1 - 7       | Plasencia             | 1 - 2  | 0 - 5   |

#### Secondo turno
Al secondo turno partecipano le 27 squadre vincitrici del turno precedente, più le 9 squadre eliminate dal play-off "campioni".
| Squadra 1             | Totale      | Squadra 2        | Andata | Ritorno |
| --------------------- | ----------- | ---------------- | ------ | ------- |
| Alcalá                | 1 - 3       | Durango          | 1 - 1  | 0 - 2   |
| Terrassa              | 2 - 3       | Compostela       | 2 - 0  | 0 - 3   |
| Salamanca UDS         | 3 - 2       | Mutilvera        | 1 - 1  | 2 - 1   |
| Tarazona              | 4 - 5       | Unionistas       | 4 - 3  | 0 - 2   |
| Sanluqueño            | (gfc) 2 - 2 | Maiorca B        | 1 - 0  | 1 - 2   |
| Atlético Cirbonero    | 1 - 3       | Yeclano          | 1 - 2  | 0 - 1   |
| Ejea                  | 4 - 1       | Tenerife B       | 2 - 0  | 2 - 1   |
| Racing Ferrol         | 1 - 2       | Atletico Levante | 1 - 1  | 0 - 1   |
| Alavés B              | 2 - 5       | Cádiz B          | 0 - 2  | 2 - 3   |
| Plasencia             | 2 - 3       | Portugalete      | 1 - 2  | 1 - 1   |
| Ibiza                 | 1 - 0       | Getafe B         | 0 - 0  | 1 - 0   |
| Orihuela              | (dtr) 5 - 4 | Ceuta            | 1 - 1  | 1 - 1   |
| UD San Fernando       | 1 - 0       | SD Borja         | 1 - 0  | 0 - 0   |
| Náxara Club Deportivo | 2 - 6       | Langreo          | 2 - 1  | 0 - 5   |
| Socuéllamos           | 5 - 0       | Cacereño         | 1 - 0  | 4 - 0   |
| Castellón             | (gfc) 1 - 1 | Sant Andreu      | 0 - 0  | 1 - 1   |
| Escobedo              | 1 - 4       | Villarrobledo    | 0 - 3  | 1 - 1   |
| Arandina              | 2 - 3       | Almería B        | 0 - 0  | 2 - 3   |

#### Terzo turno
Al terzo turno partecipano le 18 squadre vincitrici del secondo turno, le 9 squadre vincitrici verranno promosse in Segunda División B 2018-2019.
| Squadra 1       | Totale      | Squadra 2        | Andata | Ritorno |
| --------------- | ----------- | ---------------- | ------ | ------- |
| Sanluqueño      | 6 - 2       | Yeclano          | 3 - 0  | 3 - 2   |
| Salamanca UDS   | 2 - 1       | Compostela       | 1 - 1  | 1 - 0   |
| UD San Fernando | 0 - 3       | Durango          | 0 - 1  | 0 - 2   |
| Ibiza           | 3 - 4 (dtr) | Atletico Levante | 1 - 0  | 0 - 1   |
| Socuéllamos     | 2 - 3       | Unionistas       | 1 - 0  | 1 - 3   |
| Ejea            | (gfc) 3 - 3 | Cádiz B          | 1 - 1  | 2 - 2   |
| Orihuela        | 2 - 2 (gfc) | Langreo          | 2 - 1  | 0 - 1   |
| Portugalete     | 1 - 2       | Castellón        | 1 - 1  | 0 - 1   |
| Villarrobledo   | 3 - 8       | Almería B        | 3 - 6  | 0 - 2   |

#### Verdetti
| Promossi in Segunda División B | Promossi in Segunda División B | Promossi in Segunda División B | Promossi in Segunda División B | Promossi in Segunda División B | Promossi in Segunda División B | Promossi in Segunda División B | Promossi in Segunda División B | Promossi in Segunda División B |
| ------------------------------ | ------------------------------ | ------------------------------ | ------------------------------ | ------------------------------ | ------------------------------ | ------------------------------ | ------------------------------ | ------------------------------ |
| Sanluqueño                     | Salamanca UDS                  | Durango                        | Atletico Levante               | Unionistas                     | Ejea                           | Langreo                        | Castellón                      | Almería B                      |